# Тарханово
Тарха́ново (рос. Тарханово, ерз. Терханвеле) — село у складі Ічалківського району Мордовії, Росія. Входить до складу Берегово-Сиресівського сільського поселення.

## Населення
Населення — 316 осіб (2010; 371 у 2002).
Національний склад (станом на 2002 рік):
- росіяни — 76 %